# Rieger György
Rieger György (Lippa, 1838. február 22. – Budapest, 1913. július 15.) malomigazgató.

## Életpályája
Rieger György fia. 1858-ban Budán a Bacher-malomban volt gyakornok. 1861-ben az Árpád-malomban üzletvezető lett. 1867-től a Viktória Gőzmalom igazgatójaként dolgozott. 1885-ben az országos kiállításkor a malomipar bíráló bizottságának szakelőadójaként szerepelt. A magyar malomipar problémáit szakcikkekben tárgyalta. Halálát véredény elfajulás okozta. Felesége Pichler Mária volt.

## Művei
- A magyar malomipar az országos kiállitás idejében (Budapest, 1885)